# بچه‌های راه‌آهن
بچه‌های راه‌آهن (به انگلیسی: The Railway Children) نام داستانی از ادیت نسبیت برای کودکان است. این داستان نخستین بار در سال ۱۹۰۵ در "مجله لندن" به چاپ رسید، و سپس در ۱۹۰۶ در نسکی چاپ شد. چندین فیلم برگرفته از روی این داستان ساخته شده‌است، که نسخهٔ 1970، شناخته‌ترین آنهاست.

## چکیده داستان
فیلیس، پیتر و روبرتا "بابی" فرزندان پولداری هستند که زندگی خوبی را در شهر می‌گذرانند. پدر آن‌ها کارمند و مردی مهربان است و همیشه برای بازی کردن با بچه‌ها آماده است. سپس یک روز، دو مرد با هیبتی جدی به خانه آن‌ها می‌آیند و با پدر در خلوت گفتگو می‌کنند. کودکان صدای پاهای زیاد را می‌شنوند و پس از نیم‌ساعت گفتگو، پدر با آن دو مرد سوار ارابه می‌شود و می‌رود، در حالی که مادر با سر و هیبتی آشفته از راه می‌رسد و تنها سخنی که به آن‌ها می‌گوید، این است، "پدرتان برای چند گاهی به خانه نخواهد آمد، در این میان ما باید زندگی تهیدستانه ای را بگذرانیم". در پاسخ بابی که می‌پرسد پدر کجا رفته، تنها پاسخ می‌دهد "برای کار".
خانه جدید و ساده آن‌ها در روستایی نزدیک به راه‌آهن قرار دارد و بچه‌ها با چندی آنجا ماندن، "بچه‌های راه‌آهن" می‌شوند. آن‌ها زمان رهسپاری همه قطارها، آغازانه و پایانه آن‌ها را می‌دانند. به زودی، ماجراهای تازه ای در زندگی آن‌ها آغاز می‌شود، از یک پیرمرد ناشناس کمک می‌خواهند، یک قطار را نجات می‌دهند، مخفیانه وارد یک قطار می‌شوند و...